# McDonnell Douglas/General Dynamics A-12

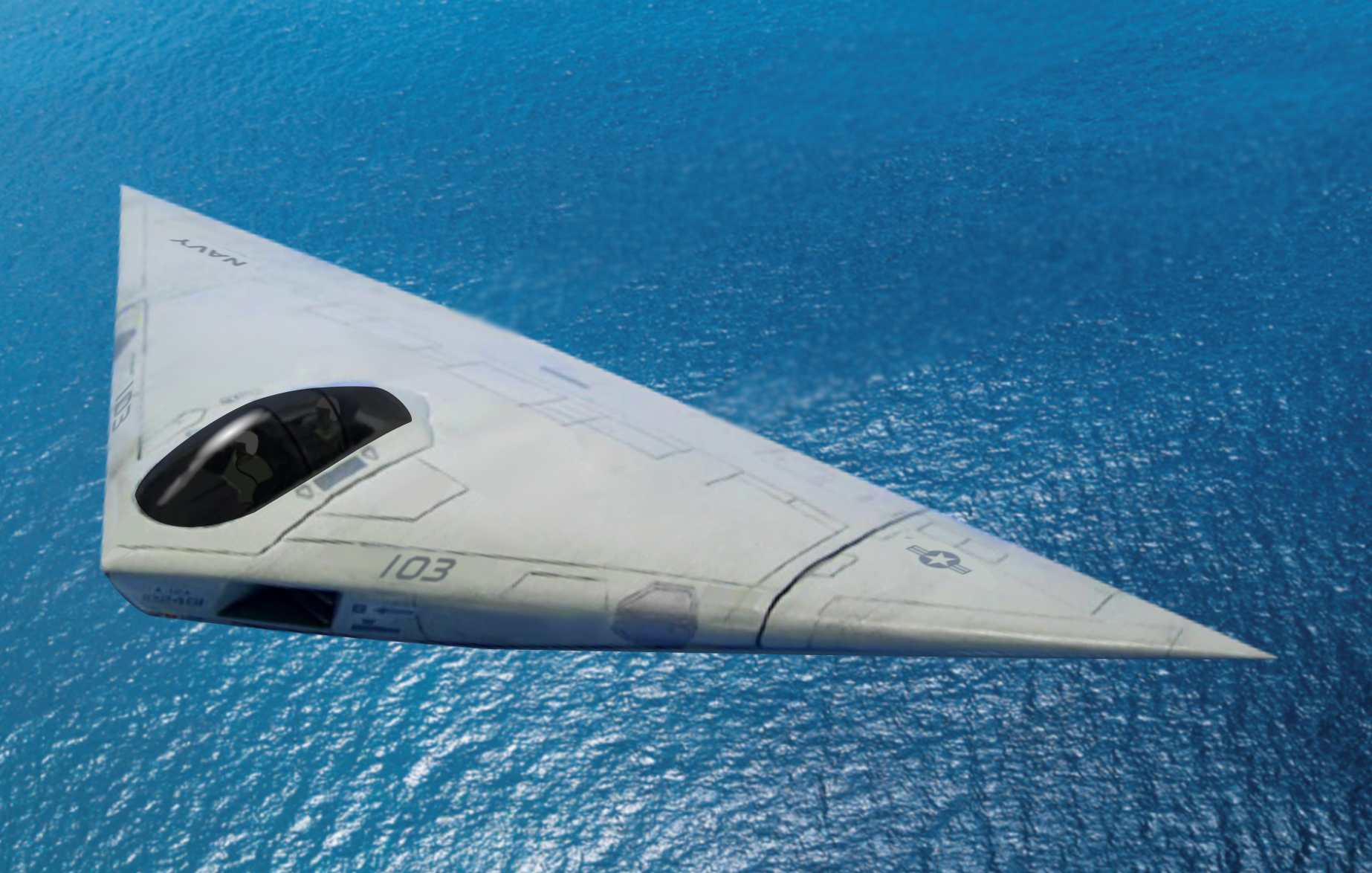
Impression einer A-12

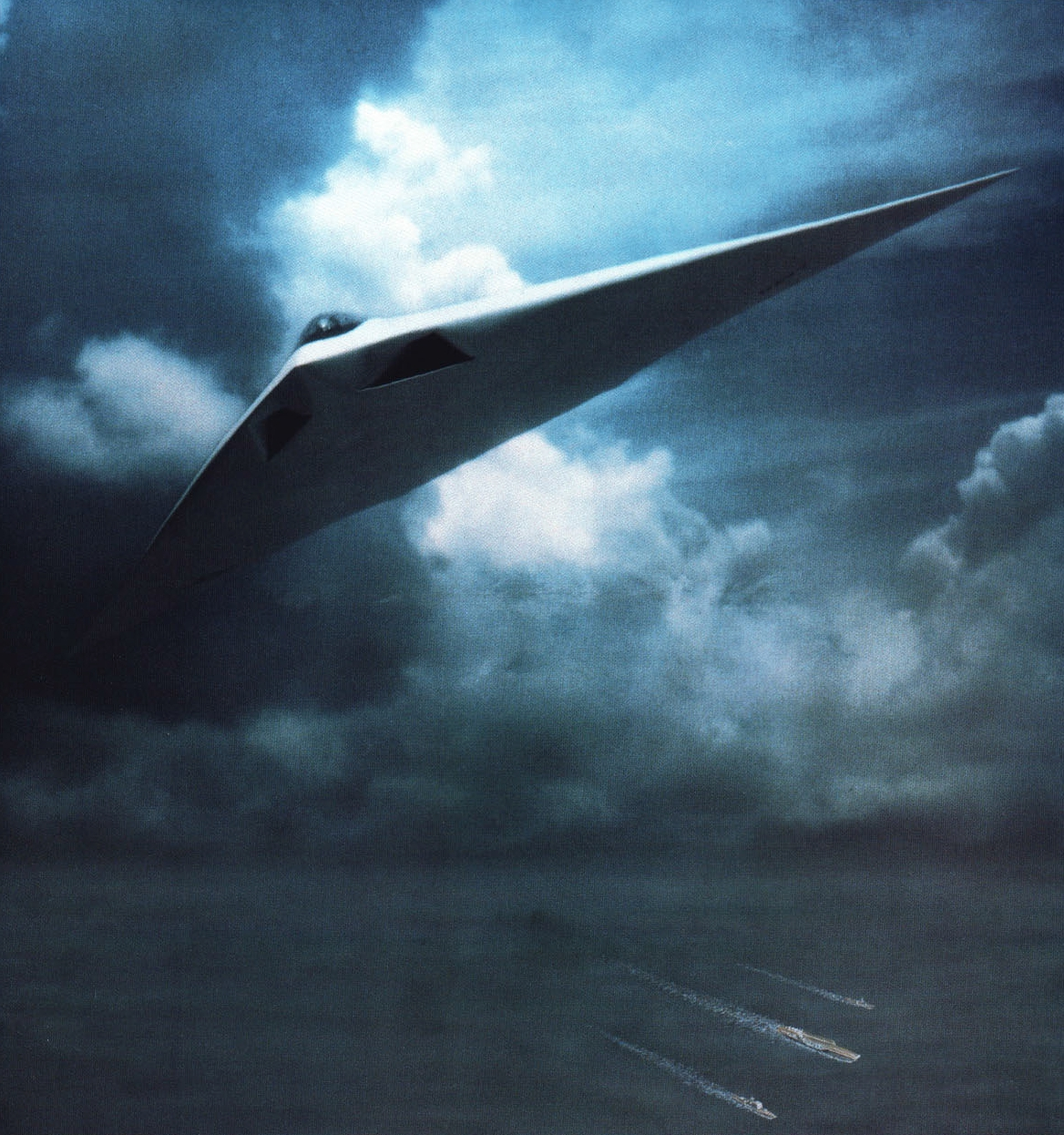
Impression einer A-12

Die McDonnell Douglas/General Dynamics A-12 Avenger II war ein Programm der Unternehmen McDonnell Douglas und General Dynamics. Ziel war es, ein allwetterfähiges Stealth-Angriffsflugzeug für die United States Navy und das United States Marine Corps als Ersatz für die A-6 Intruder zu entwickeln.

## Geschichte
Das Programm litt unter zahlreichen Mängeln, unter anderem an den vorgesehenen Materialien. Das Department of Defense stoppte im Januar 1991 die Entwicklung, da die prognostizierten Stückkosten zu diesem Zeitpunkt bereits auf 165 Mio. US-Dollar gestiegen waren. Stattdessen wurde die F/A-18 Hornet zur F/A-18E/F Super Hornet weiterentwickelt und produziert.

## Bauweise
Das Flugzeug war als Nurflügel-Konstruktion geplant. Zeichnungen und Modelle zeigen ein rechtwinkliges Dreieck mit dem Cockpit in der Spitze. Triebwerke sollten zwei General Electric F412-GE-D5F2 Turbofan sein; als Bordwaffen waren je zwei AIM-120 AMRAAM und AGM-88 HARM, zusätzlich ein Satz Mark 82 oder präzisionsgelenkte Munition geplant. Diese sollten, um die Tarnkappeneigenschaft nicht zu beeinträchtigen, in einer internen Ladebucht transportiert werden.

## Spezifikationen
- Besatzung: 2
- Länge: 11,5 m (37 Fuß 10 Zoll)
- Spannweite: 21,4 m (70 ft 3 in); Spannweite (angeklappte Tragflächen): 11 m (36 ft 3 in)
- Höhe: 3,4 m (11 ft 3 in); Höhe (angeklappte Tragflächen): 3,8 m (12 ft 6 in)
- Flügelfläche: 122 m² (1,308 ft²)
- Leergewicht: 17.700 kg (39,000 lb)
- Gewicht beladen: 36.300 kg (80,000 lb)
- Maximales Startgewicht: unbekannt
- Triebwerk: 2 × General Electric F412-GE-D5F2 Turbofan-Triebwerk (ohne Nachbrenner) je 13,000 lbf (58 kN) Schub

## Leistung
- Max. Geschwindigkeit: 930 km/h (580 mph) (vermutet)
- Reichweite: 1.480 km (920 miles) (vermutet)
- Dienstgipfelhöhe: 12.200 m (40,000 ft) (vermutet)
- Steigrate: 1,500 m/min (5000 ft/min) (vermutet)
- Verhältnis Schub/Gewicht: 0,16 lbf/lb